# Mann Page (Politiker)

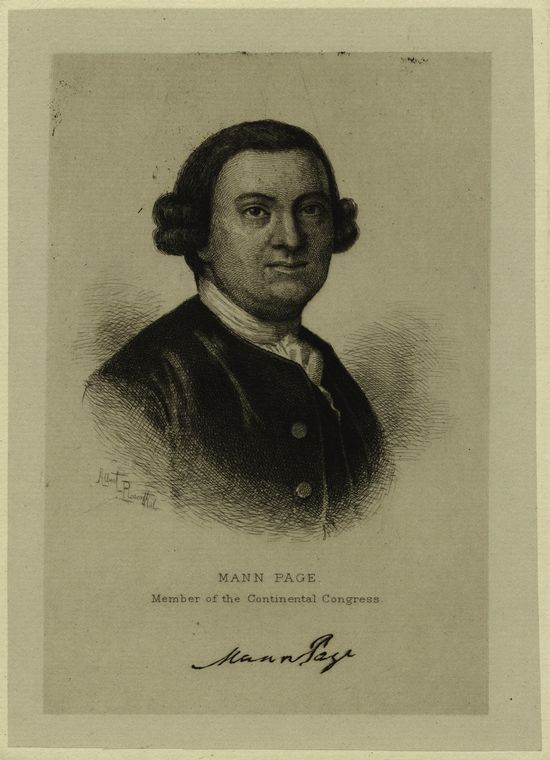
Mann Page

Mann Page (* 1749 im Gloucester County, Colony of Virginia; † 1781 im Spotsylvania County, Virginia) war ein US-amerikanischer Politiker. Im Jahr 1777 war er  Delegierter für Virginia im Kontinentalkongress.

## Werdegang
Mann Page war der jüngere Bruder von John Page (1743–1808), der Kongressabgeordneter für Virginia wurde und von 1802 bis 1805 das Amt des dortigen Gouverneurs innehatte. Page wurde auf dem Familienanwesen Rosewell geboren und erhielt zunächst Privatunterricht. Danach absolvierte er das College of William & Mary. Nach einem Jurastudium und seiner Zulassung als Rechtsanwalt begann er in diesem Beruf zu arbeiten. Später baute er im Spotsylvania County eine eigene Plantage auf, die er Mannsfield nannte. In den 1770er Jahren schloss er sich der Revolutionsbewegung an und wurde Mitglied im Abgeordnetenhaus von Virginia. Im Jahr 1777 vertrat er seinen Staat im Kontinentalkongress. Er starb im Jahr 1781 auf seiner Plantage im Spotsylvania County.